# 斯图尔特·韦尔奇
斯图尔特·韦尔奇（英語：Stuart Welch，1977年11月15日—），澳大利亚男子赛艇运动员。他曾代表澳大利亚参加2000年和2004年夏季奥林匹克运动会赛艇比赛，获得一枚银牌和一枚铜牌。